# Соната

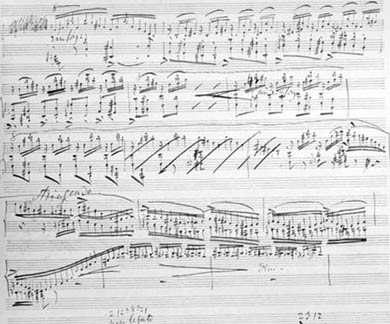
Часть оригинального манускрипта фортепианной сонаты си минор S.178 Ференца Листа (1852-53).

Сона́та (итал. sonata — звучащая, от sonare, совр. suonare — звучать) — произведение академической музыки для одного или нескольких музыкальных инструментов, тяготеющее к формальной структуре, получившей название сонатной формы. Название возникло в конце XVI века для противопоставления инструментальной музыки музыке с участием человеческого голоса и к концу XVIII века закрепилось за инструментальными сочинениями определённого состава (обычно один или два инструмента) и формального построения.

## Краткая характеристика
Соната состоит из трех частей. Классическая (самая общая) схема сонаты такова: первая часть обычно быстрая, написанная в форме сонатного аллегро, то есть с определенным типом развития музыкального материала и соотношения тем; вторая, наоборот, выдержана в медленном темпе; ей на смену приходит заключительная часть (конец), которой присущ быстрый темп. Однако встречается много исключений из этого правила: например, из десяти сонат Скрябина ни одна не является трехчастной.
От сюиты соната отличается тесной взаимосвязью частей, которые, однако, построены по принципу контраста (конфликтности), как и музыкальный материал сонатного аллегро.
Термин «соната» появился в XVI веке и, в противовес кантате (итал. cantare — петь), обозначал любую инструментальную музыку, а также вокальный мотет, переложенный для инструментального исполнения. В это время сонаты исполнялись полифонически, например, трио-соната для скрипки или флейты, виолы да гамба и клавесина.
В XVII веке термин уже приобрел современное значение, а сами сонаты разделились на два вида: церковные (в которых преобладал контрапунктический стиль, исполнялись на богослужениях) и камерные сонаты (состояли из прелюдий, ариозо, танцев, написанных в разных тональностях, исполнялись на концертах одним или двумя инструментами). Наиболее известный композитор этого времени — Арканджело Корелли.
Эпоху в инструментальном творчестве составили сонаты Доменико Скарлатти, Йозефа Гайдна, Вольфганга Амадея Моцарта, Людвига ван Бетховена, более поздних Франца Шуберта, Роберта Шумана, Фредерика Шопена. Замечательны по своим художественным достоинствам сонаты русских и советских композиторов: Сергея Рахманинова, А. Н. Скрябина, Н. К. Метнера, Н. Я. Мясковского, С. С. Прокофьева и других.
Георг Фридрих Гендель и особенно Иоганн Себастьян Бах сделали огромный вклад в написание сонат и применение для них фортепиано. Гайдн, Моцарт и Муцио Клементи подготовили, а Бетховен произвёл переход сонат от размеров сжатых и небольших произведений до масштабных симфоний. Со временем музыкальный язык, принципы построения и содержание становятся в них все более сложными и разнообразными.

## Строение сонатного цикла
Классический сонатный цикл, начиная со второй половины XVIII века, состоит преимущественно из трёх частей, реже из четырёх:
- I часть — в скором темпе (allegro) в сонатной форме (редко в вариационной форме, например у Моцарта и Бетховена), состоит из:
  - Экспозиции — завязки, определения начальных тем. Экспозиция состоит из четырех партий:
    - Главная партия написана в главной тональности.
    - Связующая партия обеспечивает переход от главной партии к побочной.
    - Побочная партия составляет контраст с главной. В классицизме есть два правила о тональности побочной партии: если главная партия написана в мажоре, то побочная партия должна быть написана в тональности доминанты (V ступени) главной тональности (например-до мажор-соль мажор); если главная партия написана в миноре, то побочная партия должна быть написана в параллельном мажоре (например-до минор-ми бемоль мажор).
    - Заключительная партия завершает экспозицию

  - Разработки — конфликта, дробления тем на мотивы и взаимодействия
  - Репризы — формирования вывода. Реприза имеет такое же строение, как и экспозиция, но только все партии написаны в главной тональности.
  - Коды (при наличии) — итога;
- II часть — в медленном темпе (adagio), либо сонатная форма без разработки, либо сложная трёхчастная форма (в прошлом в простейшей форме рондо);
- III часть — менуэт, введённый Гайдном, или скерцо, введённое Бетховеном, в форме песни с трио;
- IV часть — финал, используется в более сложной форме рондо, сонатной или в рондо-сонатной, реже вариационной форме.

В сонатах Шопена медленная часть и скерцо меняются местами. Ференц Лист создает одночастные сонаты типа музыкальной поэмы (соната «По прочтении Данте»). В их основе лежит очень широко развитая сонатная форма с многими темами, их преобразованиями и контрастными эпизодами.

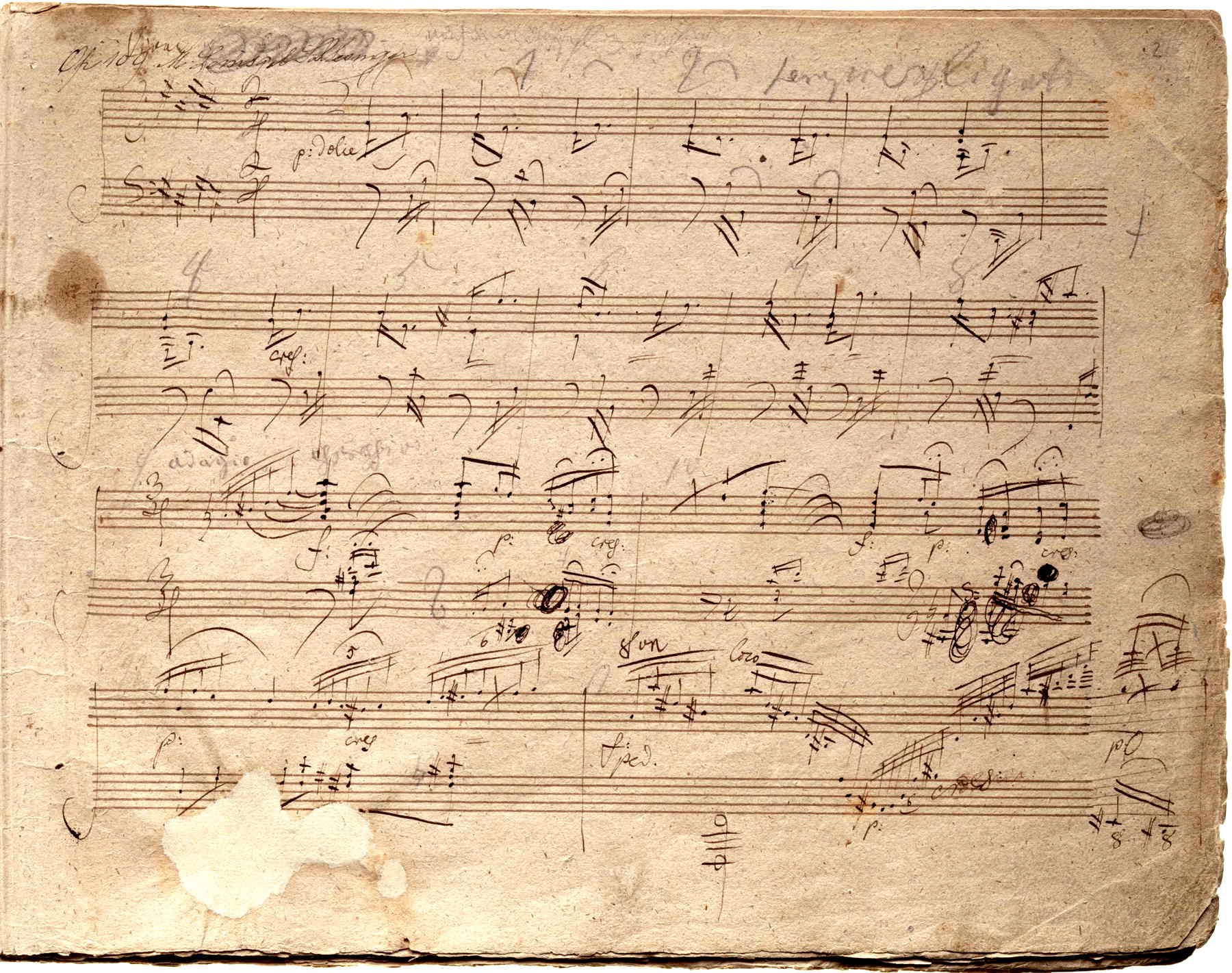
Людвиг ван Бетховен. Соната для фортепиано № 30, ор. 109 (автограф)

Сонатная форма применяется в основном в первых частях сонатно-симфонических циклов (этот тип формы принято называть формой сонатного allegro, благодаря устойчивому жанру быстрой первой части композиторов-классиков), реже — в финалах и медленных частях. Также в сонатной форме могут быть написаны одночастные произведения (особенное распространение они получили в эпоху романтизма): баллады, фантазии и т. п.

## Предполагаемое использование
Сонатная форма встречается не только в сонатах для фортепиано или для фортепиано и скрипки (альта, виолончели или контрабаса), но и в трио для фортепиано, скрипки и виолончели.
Сонатная форма, кроме инструментальных соло, дуэтов и трио, также встречается в квартетах, квинтетах, секстетах, септетах, октетах, нонетах и децетах для струнных инструментов, для фортепиано со струнными инструментами, для струнных инструментов с духовыми инструментами. Все эти сочинения относятся к области камерной музыки. Соната применяется и в концертах для сольного инструмента с оркестром, а также в симфониях. Йохан Кунау (первая половина XVIII века) вводил в сонаты поэтический программный элемент. Значительное развитие у Гайдна, Моцарта, Бетховена, Шуберта, Шумана, Иоганнеса Брамса получила соната-дуэт для сольного инструмента (скрипки, виолончели, кларнета, валторны) и фортепиано.

## Несколько известных сонат
- Соната для фортепиано № 11 ля мажор K. 331, Вольфганга Амадея Моцарта, — оканчивающаяся рондо «Турецкий марш» (1783);
- Соната для фортепиано № 8 до минор, op. 13 («Патетическая») Людвига ван Бетховена (1799);
- Соната для фортепиано № 14 до-диез минор, op. 27, № 2 («Лунная») Бетховена (1800-1801);
- Соната для скрипки и фортепиано № 9 ля мажор, op. 47 («Крейцерова») Бетховена (1802);
- Соната для фортепиано № 21 до мажор, op. 53 («Вальдштейновская» или «Аврора») Бетховена (1805);
- Соната для фортепиано № 23 фа минор, op. 57 («Аппассионата») Бетховена (1807);
- Соната для фортепиано № 2 си-бемоль минор, ор. 35 Фредерика Шопена (1840);
- Соната для фортепиано си-минор S.178 Лист, Ференц (1852-1853);
- Соната № 7 для фортепиано си-бемоль мажор, ор. 83 Сергея Сергеевича Прокофьева (1942);
- Соната № 8 для фортепиано си-бемоль мажор, ор. 84 Сергея Сергеевича Прокофьева (1944).